# Краснооктябрьское (Дагестан)
Краснооктябрьское — село в Кизлярском районе Дагестана. Входит в состав сельского поселения «Сельсовет «Новокохановский»».

## География
Населённый пункт расположен на границе с Шелковским районом Чечни, к югу от центра сельского поселения — Новокохановское, в 2 км к западу от города Кизляр.
Село граничит на севере с селом Новокохановским, на востоке с посёлком им. Жданова и городом Кизляром.
В селе 9 улиц: Андийская, Багратиона, имама Шамиля, Набережная, О.Кошевого, Победы, Центральная, Чапаева, Чкалова.

## Население
| 1926 | 1970 | 1989  | 2002  | 2010  | 2021  |
| ---- | ---- | ----- | ----- | ----- | ----- |
| 161  | ↗532 | ↗1069 | ↗1515 | ↗1807 | ↗2117 |

Национальный состав
По данным Всесоюзной переписи населения 1926 года:
| № | Национальность | Численность, чел. | Доля  |
| - | -------------- | ----------------- | ----- |
| 1 | русские        | 161               | 100 % |

По данным Всероссийской переписи населения 2010 года:
| № | Национальность | Численность, чел. | Доля   |
| - | -------------- | ----------------- | ------ |
| 1 | аварцы         | 1 153             | 63,8 % |
| 2 | даргинцы       | 430               | 23,8 % |
| 3 | русские        | 98                | 5,4 %  |
| 4 | лезгины        | 53                | 2,9 %  |
| 5 | табасараны     | 24                | 1,3 %  |
| 6 | другие         | 49                | 2,7 %  |

По данным Всероссийской переписи населения 2010 года, в селе проживало 1807 человек (914 мужчин и 893 женщины).